# مرج معيربان
مرج معيربان قرية في منطقة القرداحة في محافظة اللاذقية.تقع القرية على كتف الجبل باتجاه طريق «القرداحة»، وهي محاطة بسلسلة جبال وأشجار حراجية كثيفة. ترتفع عن سطح البحر نحو 400م، ويحدها من الشمال «جبل العرين»، ومن الشرق مدينة «القرداحة»، ومن الجنوب «أوتستراد اللاذقية»، ومن الغرب ناحية «كلماخو». تبعد عن مدينة «اللاذقية» 30كم، وعن «القرداحة» نحو 3كم، 
يبلغ عدد سكانها1047 نسمة وفق تعداد 2004